# Traité López de Mesa-Gil Borges
Le traité López de Mesa-Gil Borges est signé le 5 avril 1941 entre la Colombie et le Venezuela. 

## Description
Le traité López de Mesa-Gil Borges délimite la frontière terrestre entre les deux pays.